# 러시아-미국 관계
러시아-미국 관계(Russia–United States relations)는 러시아와 미국 간의 양자 관계이다. 국가 간의 공식적인 관계는 1993년 공식적으로 수교를 통해서 이뤄졌다. 두 국가 간 관계는 러시아 제국, 소비에트 사회주의 연방공화국, 그리고 오늘날의 러시아 연방공화국으로 이어지고 있다.

### 러시아 제국
신생국인 미국이 등장하였을 무렵, 러시아는 이미 탐험가와 개척자들을 활용하여 알래스카와 캐나다 서부 일부 지역에 진출한 상태였다. 러시아 제국과 미국은 1809년에 외교 관계를 수립하였다. 19세기 중후반에는 미국은 러시아 제국으로부터 알래스카를 매입하는데, 이는 알래스카 매매로 잘알려져 있다. 미국의 독립 전쟁 당시 러시아는 중립적인 입장을 취하였다. 이는 예카테리나 2세의 무장 중립 동맹으로 연결된다. 제1차 세계 대전 당시 러시아 제국은 나중에 합류한 미국과 연합군으로서 독일과 오스트리아와 전쟁에서 승리하였다.

### 소비에트 연방공화국
냉전 시기와는 달리, 처음 두 국가의 관계는 그리 나쁘지 않았다. 두 국가는 당시 나치 독일과 일본 제국이라는 공통되는 적대국을 갖고 있었다. 제2차 세계 대전은 이들로 하여금 군사동맹을 체결하게 된다. 당시 미국은 소련에게 무기대여법을 통하여 다양한 군수 물자를 지원하였다. 그리고 두 국가는 연합국의 일원이며, 추축국과의 전쟁에서 승리한 국가들이기도 하였다. 특히 나치 독일과 일본 제국을 몰락시키는데 있어서 소련과 미국의 협력은 매우 중요했다. 이는 미국과 소련 모두가 유럽 전구와 태평양 전쟁에서 전선을 갖고 있었던 점에서 기인한다. 소련의 베를린 점령이 나치 독일의 항복에 결정적인 요인이 되었고, 미국의 원자 폭탄 투하와 소련의 대일전 참가는 일본의 무조건 항복에 상당한 영향을 끼쳤다. 두 국가는 독일 엘베강과 한반도 38선에서 만나며 전쟁을 종결시켰다.
그러나 2차대전이 끝나고, 두 나라의 우호적인 관계는 끝나게 된다. 상황이 소련과 미국 간 경쟁으로 변질되면서, 냉전이라는 새로운 국면으로 접어들게 된다. 특히 분단 시대의 독일 기간 동안 서독과 동독으로 분리된 독일 및 미국과 소련에 의해서 분리된 베를린은 이를 잘 보여주는 사례였다. 한국 전쟁에서 두 국가는 남한과 북한이라는 서로 다른 국가를 지원하였으며, 베트남 전쟁에서도 유사한 모습을 보였다. 지구에서 제일 영향력이 큰 두 강대국으로서, 냉전 당시 두 국가는 직접적인 충돌과 더불어 수 많은 대리전을 치뤘다. 소련–아프가니스탄 전쟁 전쟁 당시에는 미국 중앙정보국이 탈레반에 무기를 공급하며 소련군의 피해를 유도하였다.
소련은 바르샤바 조약 기구를 이용하여 동유럽의 공산주의 블록을, 미국은 북대서양 조약 기구을 활용하여 서유럽의 자유민주주의 블록을 형성하여 대치하였다. 두 국가는 데탕트와 탈냉전 시대가 도래하기 전까지 다양한 분야에서 갈등과 긴장을 유지하였다. 특히 핵무기, 우주 개발, 군비 증강 등 하드 파워 분야에서 양국의 경쟁은 매우 격렬하게 일어났다. 대표적으로 우주 탐사에 있어서 러시아의 스푸트니크 계획은 미국에게 적지 않은 스푸트니크 충격을 선사하였고, 미국 항공 우주국의 설립 및 우주선 개발에 박차를 가하게 된다. 핵무기 개발에 있어서, 로널드 레이건 대통령의 스타 워즈 계획은 러시아와 미국 간 핵무기 개발과 갈등을 잘 보여주는 정책이다.
두 국가의 직접적인 충돌은 쿠바 미사일 위기에서 정점을 찍었으나, 소련의 해군 군함이 후퇴하며 긴장은 완화되기 시작하였다. 두 국가는 전략 무기 제한 협상을 통해서 핵무기 감축에 합의함에 따라 두 국가 간 갈등은 한층 가라앉았다. 1987년 맺어진 중거리 핵전력 조약 또한 이러한 두 국가 간 군축에 있어서 협력을 보여준다. 소련이 붕괴되기 전, 두 국가는 스타트 I 체결을 통해서 핵무기 감축 조약의 지속성을 유지하였다.

### 러시아 연방공화국
소련의 붕괴에 따라서 여러 국가로 분리 및 독립하는 가운데, 미국은 러시아 연방 공화국과 관계를 이어나갔다. 미국의 입장에서는 러시아는 여전히 군사, 경제, 그리고 에너지 등 전략적 국가 이익과 깊은 관련성을 갖은 국가이기 때문이다. 러시아 모스크바에 맥도날드가 처음으로 생기는 등 국가 간 교류는 지속되고 있으나, 실질적인 관계 개선에 있어서는 유의미한 결과는 없다. 두 국가는 유럽, 아시아, 중동, 그리고 아프리카 지역에서 자국의 영향력 유지에 대하여 크고 작은 갈등을 겪고 있다. 북대서양 조약 기구의 확장은 미국과 러시아 간 갈등을 심화시킨 주요 요소 중 하나이다. 특히 러시아-우크라이나 전쟁이 발생하며 미국이 우크라이나에 대한 군수 물자를 지원하고, 러시아에 대한 독자 제재를 부과하면서 관계가 심화되었다. 두 국가의 관계는 조 바이든 행정부 시절 크게 경색되었으나, 푸틴 대통령에 우호적인 도널드 트럼프 행정부의 등장에 따라 향후 관계 개선 가능성이 보이고 있다.

## 같이 보기
- 러시아 제국의 대외 관계
- 소련의 대외 관계
- 러시아의 대외 관계
- 미국의 대외 관계
- 제1차 세계 대전의 외교사
- 제2차 세계 대전의 외교사
- 냉전
- 반러 감정
- 반미주의
- 제2차 냉전